# Разсвєт (Ленінський район)
Разсвєт (рос. Рассвет) — селище у Ленінському районі Волгоградської області Російської Федерації.
Населення становить 685 осіб. Входить до складу муніципального утворення Разсвєтенське сільське поселення.

## Історія
Селище розташоване у межах українського історичного та культурного регіону Жовтий Клин.
Згідно із законом від 14 лютого 2005 року № 1004-ОД органом місцевого самоврядування є Разсвєтенське сільське поселення.

## Населення
| 2010 | 2012 | 2013 | 2014 | 2015 | 2016 | 2017 |
| ---- | ---- | ---- | ---- | ---- | ---- | ---- |
| 684  | ↗693 | ↗694 | ↗695 | ↗699 | ↗701 | ↘685 |